# Isla Kruzof
La isla Kruzof (en inglés: Kruzof Island) es una isla hoy deshabitada del archipiélago Alexander, en el sureste de Alaska, la isla más abierta al océano Pacífico localizada por delante de la gran isla Baranof. Se encuentra a unos 16 km al oeste de la ciudad de Sitka, y forma parte de la Ciudad y Borough de Sitka. Fue nombrada en 1805 por el capitán Yuri Lisianski como isla Crooze, en honor de un almirante ruso.
En enero de 1813, el barco de exploración ruso Neva naufragó cerca de la isla. Los sobrevivientes llegaron a la orilla y establecieron un campamento donde subsistieron hasta que los rescataron aproximadamente un mes después. Desde entonces se ha encontrado el sitio del naufragio y también el campamento de supervivencia.
En 1849, el capitán Tebenkov registró el nombre tlingit de la isla como «Tlikh».

## Historial de nombres
Antes de ser nombrado por Lisianski, se llamaba «San Jacinto» ya que su punto más alto, el monte Edgecumbe, había sido nombrado «montaña de San Jacinto» por Juan Francisco de la Bodega y Quadra en 1775. La Pérouse se refirió a ese nombre llamando a la «isla St. Hyacinthe». El capitán Nathaniel Portlock nombró la «isla Pitt» en 1787. Los primeros comerciantes rusos la llamaron «isla de Sitka. En 1849, Constantin Grewingk llamó a la isla «Edgecumbe». Más tarde se conoció como «isla Kruzow» antes de convertirse finalmente en la «isla Kruzof».

## Geografía
La isla tiene 37 km de largo y 13 km de ancho con una superficie de 433,7 km², lo que la convierte en la 41.ª isla más grande de los Estados Unidos. La isla está formada en parte por el monte Edgecumbe, un pequeño estratovolcán inactivo, y varios conos volcánicos y conos colapsados que forman su campo volcánico.

## Importancia humana
La isla Kruzof no tiene una población residente permanente. Se mantiene un sendero que conduce desde la cabaña de Fred's Creek, una cabaña del Servicio Forestal de los Estados Unidos en la costa interior, hasta la cima del monte Edgecumbe, así como varios senderos en toda la isla.
La bahía de Kalinin, en la costa norte de la isla, da nombre al USS Kalinin Bay, un portaaviones de escolta de la Armada de los Estados Unidos en la Segunda Guerra Mundial.
Desde la década de 1950 hasta la década de 1970, los bosques en la isla Kruzof fueron la fuente para la extracción de madera talada.